# FJKM Tranovato Ambatonakanga
La FJKM Tranovato Ambatonakanga ou temple d'Ambatonakanga, est un temple protestant situé à Antananarivo, capitale de Madagascar. C'est une paroisse de l'Église de Jésus-Christ à Madagascar, Fiangonan'i Jesoa Kristy eto Madagasikara (FJKM), la principale Église réformée du pays.
Inauguré en 1867, c'est le premier temple en pierre de l'île, et il est classé au patrimoine culturel de Madagascar. 

## Histoire
Le temple d'Ambatonakanga accueille un premier culte le 5 juin 1831. À l'époque, il s'agit encore d'un modeste temple en bois construit par les missionnaires David Jones et James Cameron.

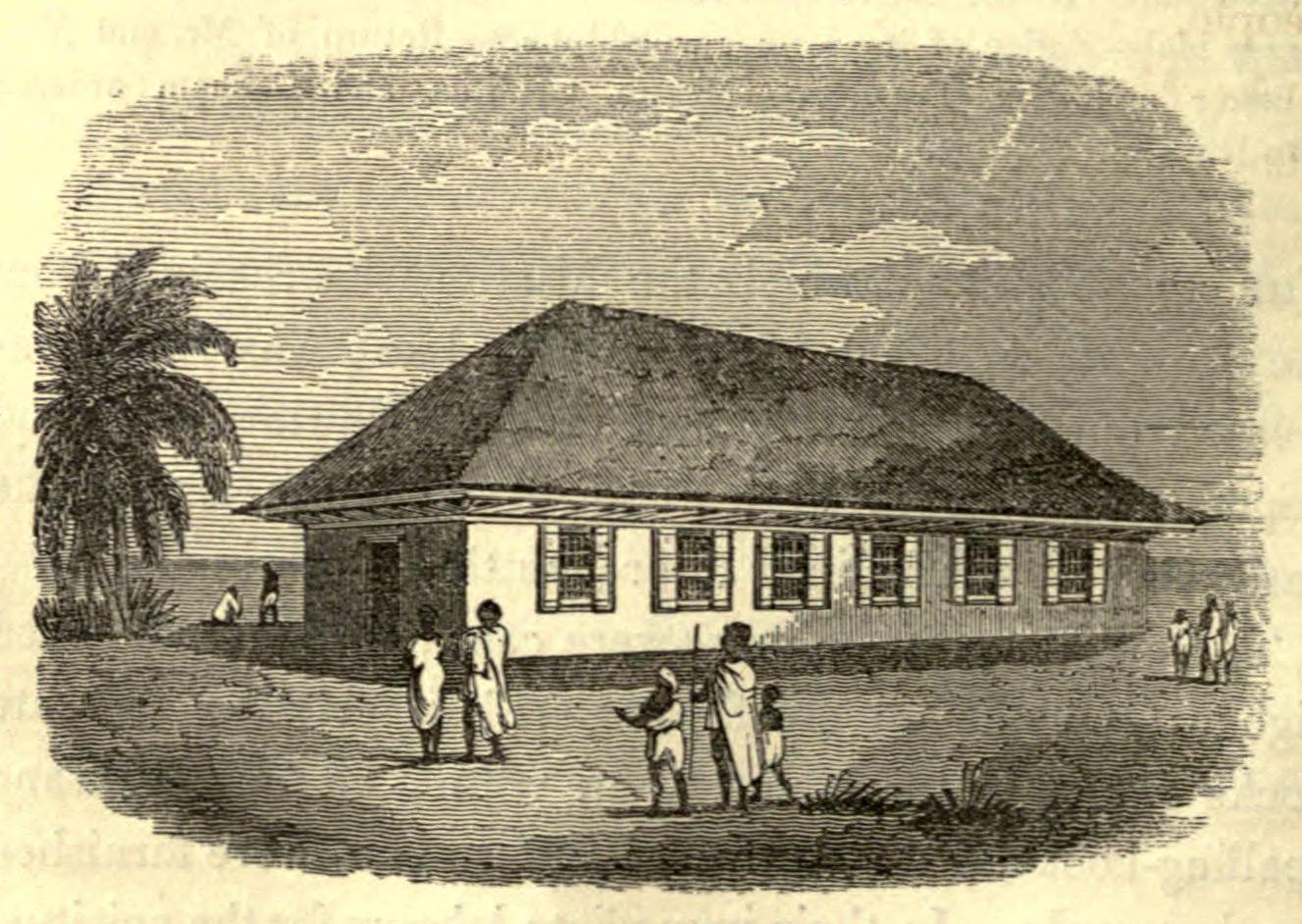
La chapelle en bois d'Ambatonakanga en 1838.

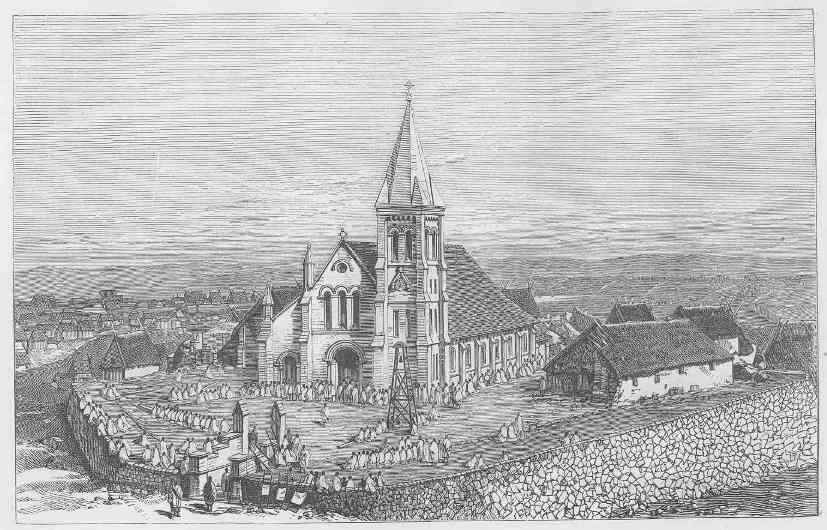
L'église Ambatonakanga en 1869.

Avant sa construction, le temple d'Ambatonakanga était le lieu où se situait la prison de Rasalama, la première martyre chrétienne malgache. L'édifice tel qu'il est aujourd'hui a été dessiné par James Sibree et inauguré le 22 janvier 1867 après 3 années de travaux. Il est édifié en l'honneur des martyrs chrétiens sous le règne de Ranavalona Ire. Sa construction fut permise grâce à l'autorisation dès les années 1850 de Ranavalona II d'ériger des édifices en pierre. Sur le lieu de l'exécution de Rasalama, est inauguré l'année suivante un autre temple, FJKM Rasalama Maritiora Ambohipotsy.
Depuis le milieu des années 1960, la place devant l'église porte le nom Joseph Rabetafika Mpitandrina (1873-1955) en hommage au pasteur Rabetafika qui officia à Ambatonakanga pendant 45 années.
En 2012, le parking situé au pied de l'église devient la concession de la société Easy Park qui privatise l'espace de stationnement.